# L'Albanell
|  | Per a altres significats, vegeu «albanell (desambiguació)». |

L'Albanell és una masia de Malla (Osona) inclosa a l'Inventari del Patrimoni Arquitectònic de Catalunya.

## Descripció
Edifici civil. Masia de planta rectangular coberta a dues vessants i amb el carener perpendicular a la façana, orientada a migdia. Presenta un bonic portal dovellat i descentrat. Al primer pis les llindes dels portals dels balcons ostenten decoracions conopials i a la part superior motllures goticitzants. A la part dreta s'hi adossa un cos amb galeries al primer pis i al sector esquerre s'hi forma una gran eixida que s'uneix al cos de corrals i de l'església que tanquen la lliça. L'estat de conservació és regular. La part baixa és construïda amb còdols de riu i lleves de pedra sense picar, la resta de la casa està arrebossada, factor que impedeix veure l'aparell constructiu.

### Capella de Sant Joan
De nau única i absis poligonal orientat a migdia amb tres obertures poligonals. L'interior és cobert amb volta d'ametlla i amb nerviacions que li donen un caire goticista. Té també estucs policromats i als peus hi ha el cor. La façana es troba orientada a tramuntana i presenta un portal de forma ametllada i al damunt un ull de bou quadrifoliat i el capcer decorat amb formes graonades, també goticistes i acabades en pinacles. Al damunt s'eleva un campanaret d'espadanya. L'interior és decorat amb un retaule, també de línies goticistes. És construïda amb pedra i arrebossada al damunt, excepte els elements de ressalt de la façana. Hi ha restes de vitralls pintats. L'estat de conservació és mitjà. No té culte des de la dècada de 1960.

## Història
Antic mas de la parròquia i terme de Malla que trobem esmentat al fogatge de 1553 on trobem SAGIMON GURRI que habitava el mas de l'albanell.
Ben segur, però, que els orígens històrics de la masia daten de molt més antic.
L'única data constructiva que s'ha trobat a la masia és un cavall de fusta del segle xviii (1755).